# メル・ウェルズ
メル・ウェルズ（Mel Welles,  1924年2月17日 - 2005年8月19日）は、アメリカ合衆国の俳優、映画監督、声優である。

## 来歴
1924年、ニューヨーク州・ニューヨーク市に生まれる。その後、ペンシルベニア州で育ち、同州のペンシルベニア州立大学で芸術の学士を取得した。映画人として活動する前は、多くの職種を経験しているほか、ドイツなどの海外滞在経験も豊富だったため、五か国語を話すことが出来たという。しばらくしてからハリウッドへ渡り、1953年から俳優活動を本格化させている。特に出演作品で知られるのは1960年に出演したロジャー・コーマン監督によるホラーコメディ映画『リトル・ショップ・オブ・ホラーズ』で、同作品では主人公が働く花屋の傲慢な店長を演じた。俳優としてのみならず映画監督や脚本も手掛けており、監督作品には1971年の『あ・ぶ・な・いジョイライド』などがある。外国作品の吹替演出や台本も手掛け、声優としても参加している、日本で制作された特撮テレビドラマ『スペクトルマン』や特撮映画『宇宙大怪獣ギララ』では、英語版に、3役で26エピソードに出演した。

### 死去
2005年、バージニア州・ノーフォークにて死去。81歳だった。

## 出演作品

### 映画
- 王者の剣 The Golden Blade (1953) ※ノークレジット
- 限りなき追跡 Gun Fury (1953) ※ノークレジット
- 地獄の道連れ Appointment in Honduras (1953) ※ノークレジット
- Jesse James vs. the Daltons (1954) ※ノークレジット
- ヤンキー・パシャ Yankee Pasha (1954) ※ノークレジット
- Massacre Canyon (1954)
- 殺人者はバッヂをつけていた Pushover (1954)
- 進め! ベンガル連隊 Bengal Brigade (1954)
- 銀の盃 The Silver Chalice (1954) ※ノークレジット
- スピードに命を賭ける男 The Racers (1955)
- Pirates of Tripoli (1955)
- Wyoming Renegades (1955)
- 一攫千金を夢見る男 Soldier of Fortune (1955)
- Abbott and Costello Meet the Mummy (1955)
- Spy Chasers (1955)
- 悪徳 The Big Knife (1955)
- Duel on the Mississippi (1955)
- Hold Back Tomorrow (1955)
- キスメット Kismet (1955)
- チャンスに賭ける女 The Fighting Chance (1955)
- ラスヴェガスで逢いましょう Meet Me in Las Vegas (1956)
- 法の外 Outside the Law (1956)
- Calling Homicide (1956)
- Flight to Hong Kong (1956)
- 巨大カニ怪獣の襲撃 Attack of the Crab Monsters (1957)
- Hold That Hypnotist (1957)
- 悪魔と魔女の世界 The Undead (1957)
- The Shadow on the Window (1957)
- ごろつき酒場 Rock All Night (1957)
- バラの肌着 Designing Woman (1957)
- The 27th Day (1957)
- Hell on Devil's Island (1957)
- Tip on a Dead Jockey (1957)
- カラマゾフの兄弟 The Brothers Karamazov (1958)
- 性愛の曲がり角 High School Confidential! (1958)
- 野獣捜査線 Code of Silence (1960)
- リトル・ショップ・オブ・ホラーズ The Little Shop of Horrors (1960)
- 青年 Hemingway's Adventures of a Young Man (1962)
- Lo sceicco rosso (1962)
- ミス・キーラーの情事 The Keeler Affair (1963)
- Un commerce tranquille (1964)
- シービースト The She Beast (1966)
- 殺しが静かにやってくる Il grande silenzio (1968)
- 明日よさらば Gli intoccabili (1969)
- フランケンシュタイン・娘の復讐 La figlia di Frankenstein (1971)
- Condenados a vivir (1972)
- フェリーニのアマルコルド Amarcord (1973)
- あ・ぶ・な・いジョイライド Joyride to Nowhere (1977)
- Dr. Heckyl and Mr. Hype (1980)
- ウルフェン Wolfen (1981)
- クレイジーポリス大追跡 Smokey Bites the Dust (1981)
- Body and Soul (1981)
- グローイング・アップ／ラスト・バージン The Last American Virgin (1982)
- ホームワーク Homework (1982)
- ファニーとアレクサンデル Fanny och Alexander (1982)
- キルボット Chopping Mall (1982)
- コマンド・スクワッド Commando Squad (1987)
- インベージョン・アース Invasion Earth: The Aliens Are Here (1988)
- ハリウッド行進曲／私をスタジオに連れてって Rented Lips (1988)
- ウィザード／魔法の王国 Wizards of the Lost Kingdom II (1989)
- Raising Dead (2002)

### 英語吹替
- 白蛇伝 Legend of the White Snake (1960)
- 宇宙大怪獣ギララ The X from Outer Space (1968)
- 殺しが静かにやって来る The Great Silence (1968)
- スペクトルマン Spectreman (1977) ※テレビドラマ

### テレビドラマ
- Cavalcade of America (1954)
- トッパー Topper (1954)
- キャプテン・ミッドナイト Captain Midnight (1954, 1955)
- 戦慄の旅券/ 危険へのパスポート Passport to Danger (1954, 1958)
- Stage 7 (1955)
- ローン・レンジャー The Lone Ranger (1955)
- テキサス決死隊 Tales of the Texas Rangers (1955)
- ハイウェイ・パトロール Highway Patrol (1955)
- The Man Called X (1956)
- ジャングル・ジム Jungle Jim (1956)
- シャイアン Cheyenne (1956)
- テレフォン・タイム Telephone Time (1956)
- The Adventures of Dr. Fu Manchu (1956)
- Private Secretary (1956)
- ソニー号空飛ぶ冒険 Whirlybirds (1957, 1958)
- 探偵記者ウィンチェル The Walter Winchell File (1958)
- Official Detective (1958)
- ヒッチコック劇場 Alfred Hitchcock Presents (1958)
- 西部のパラディン Have Gun - Will Travel (1958)
- マーベリック Maverick (1958)
- Westinghouse Desilu Playhouse (1959)
- テキサン The Texan (1959)
- The Deputy (1959)
- モーガン警部 U.S. Marshal (1959, 1960)
- Manhunt (1960)
- Mr. ラッキー Mr. Lucky (1960)
- ピーター・ガン Peter Gunn (1960, 1961)
- 悪魔の手ざわり The Evil Touch (1974)
- Medium Rare (2010)

### テレビアニメ
- Lazer Tag Academy (1986)
- Phantom 2040 (1994, 1996)